# Barile
Cet article possède des paronymes, voir Baril (homonymie) et Barril.
Barile est une commune italienne d'environ 2 700 habitants située dans la province de Potenza, dans la région Basilicate, en Italie méridionale.

## Administration
| Période                                  | Période  | Identité       | Étiquette | Qualité |
| ---------------------------------------- | -------- | -------------- | --------- | ------- |
| 08/06/2009                               | En cours | Giuseppe Mecca |           |         |
| Les données manquantes sont à compléter. |          |                |           |         |

### Hameaux
Cerrocigliano.

### Communes limitrophes
Ginestra, Rapolla, Rionero in Vulture, Ripacandida, Venosa.

## Histoire
La commune abrite une forte communauté Arbëresh, Albanais installés ici au XVe siècle, fuyant l’avance ottomane. Ces Albanais ont gardé une forte identité, parlant toujours leur langue, l’arbërisht. Dans leur dialecte, albanais teinté d’italien, le village se nomme Barilli.